# Diocesi di Lae
La diocesi di Lae (in latino Dioecesis Laënsis) è una sede della Chiesa cattolica in Papua Nuova Guinea suffraganea dell'arcidiocesi di Madang. Nel 2021 contava 45.000 battezzati su 699.100 abitanti. È retta dal vescovo Rozario Menezes, S.M.M.

## Territorio
La diocesi comprende la provincia civile di Morobe, in Papua Nuova Guinea.
Sede vescovile è la città di Lae, dove si trova la cattedrale di Santa Maria.
Il territorio si estende su 35.968 km² ed è suddiviso in 23 parrocchie.

## Storia
Il vicariato apostolico di Lae fu eretto il 18 giugno 1959 con la bolla Prophetica vox di papa Giovanni XXIII, ricavandone il territorio dal vicariato apostolico di Alexishafen (oggi arcidiocesi di Madang).
Il 15 novembre 1966 il vicariato apostolico è stato elevato a diocesi con la bolla Laeta incrementa di papa Paolo VI.

## Cronotassi dei vescovi
Si omettono i periodi di sede vacante non superiori ai 2 anni o non storicamente accertati.
- Henry Anthony A. van Lieshout, C.M.M. † (15 novembre 1966 - 15 gennaio 2007 ritirato)
- Christian Blouin, C.M.M. † (15 gennaio 2007 - 10 ottobre 2018 ritirato)
- Rozario Menezes, S.M.M., dal 10 ottobre 2018

## Statistiche
La diocesi nel 2021 su una popolazione di 699.100 persone contava 45.000 battezzati, corrispondenti al 6,4% del totale.
| anno | popolazione | popolazione | popolazione | presbiteri | presbiteri | presbiteri | presbiteri                | diaconi | religiosi | religiosi | parrocchie |
| anno | battezzati  | totale      | %           | numero     | secolari   | regolari   | battezzati per presbitero | diaconi | uomini    | donne     | parrocchie |
| ---- | ----------- | ----------- | ----------- | ---------- | ---------- | ---------- | ------------------------- | ------- | --------- | --------- | ---------- |
| 1970 | 7.301       | 214.303     | 3,4         | 8          |            | 8          | 912                       |         | 16        | 5         |            |
| 1980 | 16.000      | 275.000     | 5,8         | 7          |            | 7          | 2.285                     |         | 10        | 10        |            |
| 1990 | 20.000      | 360.000     | 5,6         | 14         | 1          | 13         | 1.428                     |         | 22        | 6         | 9          |
| 1999 | 32.000      | 422.000     | 7,6         | 14         | 4          | 10         | 2.285                     |         | 26        | 7         | 13         |
| 2000 | 32.500      | 440.000     | 7,4         | 11         | 3          | 8          | 2.954                     |         | 16        | 6         | 13         |
| 2001 | 35.000      | 450.000     | 7,8         | 13         | 3          | 10         | 2.692                     |         | 18        | 6         | 12         |
| 2002 | 35.000      | 536.917     | 6,5         | 12         | 3          | 9          | 2.916                     |         | 19        | 7         | 13         |
| 2003 | 30.000      | 540.000     | 5,6         | 12         | 3          | 9          | 2.500                     |         | 19        | 8         | 13         |
| 2004 | 30.000      | 430.000     | 7,0         | 16         | 4          | 12         | 1.875                     |         | 25        | 8         | ?          |
| 2013 | 36.400      | 657.000     | 5,5         | 16         | 3          | 13         | 2.275                     |         | 21        | 9         | 18         |
| 2016 | 35.600      | 686.080     | 5,2         | 13         | 6          | 7          | 2.738                     |         | 13        | 9         | 18         |
| 2019 | 41.000      | 696.300     | 5,9         | 14         | 5          | 9          | 2.928                     |         | 18        | 14        | 18         |
| 2021 | 45.000      | 699.100     | 6,4         | 16         | 4          | 12         | 2.812                     |         | 15        | 11        | 23         |